# 中国公用计算机互联网
中国公用计算机互联网，又称ChinaNet、163骨干网、中国公用互联网、中国宽带互联网，也被不正式地称呼为CN 1骨干网。其创建于1994年，于1996年正式开通，是中国最早的民用互联网骨干网，也是当前中国最大的互联网骨干。其主要自治系统（Autonomous system，简称AS）编号为AS4134。
ChinaNet起初由中国邮电部建设，在邮电业几经改革之后，现归中国电信所有，中国电信绝大多数的网络用户接入的都是ChinaNet。ChinaNet面向公众提供计算机国际联网服务，并承担普遍服务义务。

## 名称
中国公用计算机互联网经常地被简称为“163网”。在中国互联网的早期时代，网民普遍使用电话线路拨号上网。而上网之前需要拨通的电话之一是163，拨打后接入的互联网即中国公用计算机互联网。
“163”在早期中国网民群体中非常著名。1997年成立的中国互联网企业网易使用163.com作为其域名。当时网易已经持有带有英文“网易”含义的netease.com域名，但网易公司创始人丁磊仍希望寻找更合适的。此时大多数三位短数字域名还未被注册，丁磊在意识到此事后便随即注册163.com等短数字域名。网易解释道，因为当时DSL等上网方式并不普及，网民上网都需要拨163号，使得“163”“互联网”的概念紧密相联、“163就是互联网的代名词”，这也就是网易选取163.com作为其域名的理由。

## 发展

### 创立
早期中国邮政以及电气通信线路均把控在邮电部手中，而互联网所依赖的物理层资源（光纤、铜缆、卫星等）也因此被邮电部牢牢掌控。在ChinaNet组建之前，中国在与国际联网上已经陆续取得了一定的进展，但都需要经过邮电部。:311994年8月30日，邮电部电信总局（邮电部后编入新的信息产业部，再之后改组为工业和信息化部，简称工信部）与美国商务部签订了有关国际互联网合作的协议：中国邮电部向美国斯普林特（Sprint）公司接入了一条64 Kbps专线，ChinaNet的建设也同时开始。1995年5月，ChinaNet的北京节点建设完成，并通过卫星设立了连往美国的128 Kbps国际信道。这也标志着ChinaNet是继中国科技网之后第二个连入国际互联网的骨干网。不久后，这一卫星信道升级到256 Kbps。
1995年7月28日至29日，由国务院牵头组建，负责中国互联网及国际联网的工作小组提出在中国建设四张互联网骨干网，其中包括了ChinaNet。这四张骨干网即早期的四大骨干网。除了建设骨干网之外，小组还提出要建设一家叫中国互联网络信息中心（CNNIC）的机构。1996年1月国务院制定的《中华人民共和国计算机信息网络国际联网管理暂行规定》确认了四张具有国际联网权利的骨干网，以及对应负责他们的四个机构。除了ChinaNet外，另外三张分别是由电子工业部（后来与邮电部一起编入信息产业部，之后编入工业和信息化部）管理的中国金桥信息网（CHINABGN），也可以用于商业用途；中国科学院管理的中国科技网（CSTNET），用于科技用途；以及国家教委（后编入教育部）管理的中国教育和科研计算机网（CERNET，通常简称教育网）；而ChinaNet则由邮电部（后电子工业部一样，最终改为工信部）负责。
1996年1月，中国公用计算机互联网正式建成并开通。在ChinaNet之前，中国的一些其他骨干网建设已经开始。包括了中国计算机科学网、中国教育和科研计算机网（简称教育网）等。起初，ChinaNet 由中国邮电部掌握。1998 年，中国政府为打破邮电行业垄断局面，决定在试点基础之上推行邮电分营。ChinaNet也在此次电信业改革中被划给了中国电信。

## 概况

### 民用接入
除了通过办理中国电信宽带外，窄带拨号上网在大多数地区至今仍然可用。自1996年ChinaNet建立到2003年中国电信业改革（中国电信和中国网通“南北分家”）期间，使用电话拨号163可以连入ChinaNet。2003年电信改革之后，应信息产业部要求，163号需要增拨两位到16300；而原先可以使用的169等其他电话接入号码也有改动，但改后的新号码不一。:142目前使用56K modem通过电话拨16300（帐号和密码也均为16300）一般可以接入ChinaNet。然而随着DSL和光纤宽带的普及，窄带上网已鲜有使用。2009年乌鲁木齐七五事件之后，新疆互联网被切断至次年五月。在此期间，通过长途电话拨打外地16300是当地网民一度使用的上网方式。

#### 资费
互联网接入资费因应接入地区所属分公司和接入质量而定，对于普通家用互联网接入平均每月在几百元至一千元左右，一般只提供NAT444的私有IP地址并定时被局端断线重连。而面向商用的专线接入，会按照接入带宽和服务级别协议约定价格，至少在上千元甚至上万元的价格，而且能提供固定的互联网公共IP地址和不会定时断线的连接线路等服务。

### 带宽容量
中国电信并没有公开具体的骨干网的国际出口带宽，但根据CNNIC的中国互联网络发展状况统计报告，在第43次统计（对2018年的回顾）中，中国电信拥有4537680Mbps（约4.5Tbps）的国际出口带宽。
而根据互联网流传的可能是中国电信内部培训资料显示，到2010年时，ChinaNet与国际互联网互联带宽为440G、省际互联带宽为13970G、与国内其他互联网骨干网互联带宽约450G、与CN2互联带宽为140G。

### 国际与地区接入
根据互联网流传的信息，ChinaNet在中国国内有9个核心交换节点，其中北京、上海、广州为超级核心节点，具有和国外互联网骨干网和国内其他骨干网互联的能力（另外乌鲁木齐节点也具备连接中亚地区的互联网骨干网互联的能力），核心节点间完全互联，每个省份有自己的地方汇接交换节点并就近接入核心节点，各地市接入对应当地省级地方交换节点。
而根据中国电信对“Global Internet Service”的描述，中国电信在国外的互联网接入点有大约20个以上，遍布日韩、新加坡、大洋洲、欧洲、非洲、北美洲等地。

## ChinaNet的互联互通问题
作为中国最大的互联网骨干网，ChinaNet自组建后不久就一致饱受与中国其他骨干网互联不足的诟病。ChinaNet作为中国最大的民用骨干网，与中国联通骨干网、中国移动骨干网等其他民用骨干，以及中国教育和科研计算机网（通常简称教育网，即CERNET）、中国科技网（CSTNET）两张学术性网络之间的互联一直不够充分。这一问题也与中国电信、中国联通等中国各运营商间电话业务、短信息业务互联互通存在障碍有一定关联；再加之中国2003年电信业改组拆分中国电信和中国网通，使两家分别霸据中国南北、互联困难。这一问题随着时间流逝和政策放宽有一定改善，但仍然显著存在。

### 与中国其他骨干网互联不充分
ChinaNet的互联难问题早已有之。2000年中国当时的四大骨干网之间的互联被认为“存在瓶颈”。同年两会，民建会员周晋峰向全国政协递交名为《让互联网互联互通》的提案。对该提案的外界报道指出，“有时访问国外的网站速度较快，访问同在一个城市的另一个站点速度却更慢”，这是因为网站常在的几张骨干网都有对境外的线路，且带宽较为充足；然而各个骨干网之间互联的带宽却是与境外网络互联的十几分之一乃至几十分之一。

#### “南电信，北联通”现象
在2005年的电信运营商重组中，原中国电信在中国北方（北京、天津、河北、山西、内蒙古、辽宁、吉林、黑龙江、河南、山东等10个省、自治区和直辖市）的资产及原中国网通、原中国吉通被重组为新的中国网通，而原中国电信在中国南方（及北方其他省区）的资产则仍属于新的中国电信。2008年的电信运营商重组中，2005年组建的中国网通和原中国联通的资产重组为新的中国联通，形成了中国北方的电信运营商以中国联通主导，而南方以中国电信主导的局面。由于受到网间结算费用及通信基础设施建设差异的原因，只有该地区所主导的电信及互联网运营商才能使用户有较好的互联网接入质量，而跨南北地区或跨互联网运营商的网络访问则会质量不良。因此一些数据流量较大的服务提供商会选择同时接入多个互联网运营商（例如同时中国电信和中国联通）并根据用户来源的运营商网络来提供对应的访问线路地址，或者直接声明不同运营商网络的不同资源访问地址让用户筛选访问。

### 与境外电信运营商互联
ChinaNet是中国互联网对境外连接的主要骨干网之一。ChinaNet及中国电信所持有的国际（地区）出口是中国大陆所有运营商里最多的。1999年底ChinaNet拥有291 Mbps的国际出口带宽，中国大陆地区对外连接中有83%通过ChinaNet传输。

#### 2015年上海电信ChinaNet境外网站访问缓慢问题
2015年东方卫视等媒体报道上海电信访问境外网站速度缓慢的问题。东方卫视报道指，上海电信访问美国亚马逊、缤客网、微软官方网站等境外网站的打开速度与中国联通等其他的运营商相比极其缓慢。网民普遍质疑上海电信此举是故意限制用户体验，进而推销其使用CN2骨干网的“国际精品网”“氮气瓶”等加速服务。
中国电信所拥有的骨干网除了ChinaNet外，还有一张2004年兴建的“中国电信下一代承载网”，简称CN2。CN2网络使用人数较少，更为轻载，在国际覆盖上更好；而ChinaNet则因为用户数多、负载大，尤其在高峰时段外网访问质量差，甚至无法连通。然而一般使用中国电信宽带服务接入的是更老旧的ChinaNet，因此中国部分地区的电信开始以“国际精品网”之类的名义贩卖各种将ChinaNet转换为CN2骨干网的“升级服务”，并区别对待ChinaNet和CN2两张骨干网。
对此，上海电信解释说，其国际出口当时较为拥堵，需要等同年晚些时候扩容才能改善，但电信没有主动限制没有购买“国际精品网”等服务的用户访问外网的速度。同时，上海电信工作人员还建议使用代理，并说电信之前提供的“国际精品网”服务不再对一般客户提供。
有批评认为，中国电信有理由为更快访问境外网站收取费用，但不应当主动限制没有额外付费者的网速。雷锋网评论指出，如香港宽频等境外运营商在卖出高带宽的家用宽带时，往往都会特地标出其外网带宽占比；然而中国内地大多数运营商并不会这样做。上海电信此举引发众怒主要是对客户定价不够透明所致。

### 与中国其他骨干网、小型运营商及互联网企业互联成本过高
中国工业和信息化部规定，中国电信的ChinaNet骨干网、CN2骨干网与中国联通的骨干网，以及中国教育网（CERNET）之间在国内属于第一级网络，之间互联不收取费用。但鹏博士网络旗下宽带（如长城宽带、宽带通等）、歌华有线及广电宽带若要接入ChinaNet，则要向后者的运营商（即中国电信）支付互联费。2008年中国电信业改组将只运营固定网络业务的中国网通划归给中国联通。在改组前，根据当时的规定，只有中国电信、中国网通和中国教育网之间互联不收费用；而中国联通若要互联也需要付价格不菲的互联费。这一类互联费即“网间结算”费用。
外界普遍批评目前中国电信和中国联通两家运营商把持手中的骨干网资源，坐地起价；这使得中国各骨干网自治系统（AS）间不仅结算价格高昂、质量低劣、利用率低下，不利于小企业、小运营商及互联网数据中心（IDC）业务发展。高昂的互联成本也使得小运营商“透传”行为十分普遍，进一步降低中国整体网络质量。
外界对中国电信骨干网互联成本过高的质疑，主要表现在对排挤竞争对手、垄断的质疑；“南电信、北联通”现象。

#### 排挤其他竞争对手
在2008年电信业改组两年前的2006年，当时还没有与中国网通合并的中国联通因无力负担网间结算成本，被迫关闭逾两千家网吧。此时，中国联通是中国唯一一家同时有固网业务（如固定电话和宽带上网）和移动业务（如手机移动通信）的运营商；而中国电信和中国铁通没有移动网络业务、中国移动没有固网业务。尽管如此，由于中国联通创立较晚，从在总体上处于弱势地位。改组后，中国网通并入中国联通，因而在改组之后联通获得了曾经网通在固网上的垄断优势。无论在此次改组前或后，ChinaNet一直由中国电信把控。
《经济观察报》报道指，按照信息产业部所设立的指导价格，中国电信每Mbps带宽向联通开价2200元，但联通不能将互联带宽上的高昂成本直接转嫁给网吧加盟商，于是只能自己负担大部分。在联通关闭旗下网吧之前，其各类连锁数量最多曾达到近三千家，是当时中国最大的连锁网吧品牌；但中国联通每年单单在互联费用上就要损失2亿人民币。除了关闭之外，联通还将一部分网吧转让给了电信和网通。中国联通负责数据业务一部门经理说，因为不合理的网间结算费用规定，“联通在互联网的经营注定是亏损的”。中国铁通也面临类似的问题，同样因为无法负担同电信和网通的网间结算成本，退出网吧市场竞争。《京华时报》援引中国网通负责互联互通问题的有关人士，说因为网通多次投资扩容其宽带网络，实际收取的价格还高于信息产业部（后改组为工业和信息化部）所定的每Mbps收取2200元的指导价格；而电信对自己旗下的网吧只收取每Mbps带宽500元的价格、对境外运营商则为每Mbps带宽400元。导致出现这种情况的主要原因是，大多数互联网内容集中在中国电信和中国网通的骨干网上，只要用户想要浏览电信和网通网络上的内容，就需要进行互联并支付网间结算费用。《21世纪经济报道》称，当时联通宽带用户访问的互联网资源中，有七成在联通网外；而联通网外的资源里，又有八成在电信和网通的网络上。以联通的用户量计算，联通单在网吧上，就需要购置5 Gbps的带宽。信息产业部也曾经委托他人重新进行骨干网互联标准的研究，但不了了之。
中国电信和中国联通也被批评其利用手中把握的骨干网资源来排挤小宽带运营商（如前文提及的歌华有线、长城宽带等）等竞争对手。此类小运营商不能自建骨干网，只能从已被电信和联通控制的上游骨干网中“分销”带宽，无法与电信、联通形成实质竞争。

#### “透传”现象
由于主要的互联网出口资源被中国电信或中国联通等主要互联网骨干网运营商垄断并通过政策和价格进行控制，其他互联网服务供应商，如中国教育和科研计算机网、长城宽带等，因为这些互联网骨干网运营商的高昂网间结算费用，或全国骨干网建设规模不足而无法直接连接两个地理分隔的网络，会使用网络透传的方法：即通过从主要互联网骨干网运营商购买低廉的互联网接入服务（对于第一类网络运营商的网间互联费用会较高，而面向第二类网络运营商的网路接入费用会较低），然后利用技术手段将运营商自己一个地区或特定网络骨干的流量通过主要互联网骨干网运营商的网络传输到另一个地区，来实现跨区域骨干网络互联或进行互联网接入，而非通过正常的路由交换互联（其中会导致路由跟踪时不会出现主要互联网骨干网运营商的路由器地址信息，而且目的站点显示连接来源地址不是连接发起方的真实地址而是透传出口的地址）。由于这样会破坏主要互联网骨干网运营商作为互联网资源的垄断地位，而且也会影响对互联网接入的识别管理，所以会被主要互联网骨干网运营商打击和阻止。

## 网络中断事故
2006年12月台湾恒春地震将震中周边的数条海底光缆震断，致使ChinaNet、China169等多个中国大陆骨干网对北美方向连接中断。中国电信直至次年1月底才完全恢复受损的国际带宽。
2010年4月9日，ChinaNet路由出现“波动”情况，致使自当日零时起出现断网事故。据不同来源报道，断网总共持续6到10分钟。断网波及重庆、浙江、四川、北京、山东等地。

## 参阅
- 中国骨干网运营商
- 中国电信
- 中国教育和科研计算机网